# Boneh-ye Khūmehzār
Boneh-ye Khūmehzār (persiska: Khūmeh Zār, بنه خومه زار) är en ort i Iran.   Den ligger i provinsen Fars, i den centrala delen av landet, 600 km söder om huvudstaden Teheran. Boneh-ye Khūmehzār ligger 1 059 meter över havet och antalet invånare är 5 643.
Terrängen runt Boneh-ye Khūmehzār är kuperad åt nordväst, men åt sydost är den bergig. Boneh-ye Khūmehzār ligger nere i en dal. Runt Boneh-ye Khūmehzār är det ganska tätbefolkat, med 67 invånare per kvadratkilometer. Närmaste större samhälle är Nūrābād, 14,3 km norr om Boneh-ye Khūmehzār. Omgivningarna runt Boneh-ye Khūmehzār är i huvudsak ett öppet busklandskap.